# San José de las Bocas
San José de las Bocas är en ort i Mexiko.   Den ligger i kommunen Cosalá och delstaten Sinaloa, i den centrala delen av landet, 900 km nordväst om huvudstaden Mexico City. San José de las Bocas ligger 298 meter över havet och antalet invånare är 158.
Terrängen runt San José de las Bocas är huvudsakligen lite kuperad. San José de las Bocas ligger nere i en dal. Runt San José de las Bocas är det mycket glesbefolkat, med 6 invånare per kvadratkilometer. Närmaste större samhälle är Cosalá, 11,0 km söder om San José de las Bocas. I omgivningarna runt San José de las Bocas växer i huvudsak lövfällande lövskog.